# Stephopoma nucleocostatum
Stephopoma nucleocostatum is een slakkensoort uit de familie van de Siliquariidae. De wetenschappelijke naam van de soort is voor het eerst geldig gepubliceerd in 1915 door May.